# Facultad de Ciencias Sociales de la Universidad de Costa Rica
La Facultad de Ciencias Sociales es la sede de esa rama de las ciencias en la Universidad de Costa Rica. En ella se imparten las carreras de trabajo social, sociología, antropología, psicología, historia, geografía, comunicación colectiva y ciencias políticas, en el grado de bachillerato, licenciatura y maestría.
La nueva sede está ubicada en el campus de la Ciudad de la Investigación de la Universidad de Costa Rica (UCR). Fue inaugurada el 30 de noviembre de 2014 y en lo sucesivo recibirá unos 9.000 estudiantes de la Facultad.

## Historia
La Facultad fue creada en 1974, como resultado del claro interés del III Congreso Universitario de dejar plasmado el compromiso de la Universidad con la sociedad y con la realidad circundante: nacional, regional y latinoamericana. Originalmente se ubicaba en el campus principal de la Universidad de Costa Rica, la Ciudad Universitaria Rodrigo Facio, y frente a la Plaza 24 de Abril, una de las más importantes de esa casa de educación superior.
Desempeña desde sus inicios un significativo papel en la misión, formadora de cuadros, en el aporte de nuevo conocimiento por medio de la investigación y en la práctica de la acción social.
Los diversos conocimientos, enfoques y análisis sobre las Ciencias Sociales son abordados desde las 8 Unidades que actualmente la constituyen: Escuela de Antropología, Escuela de Sociología, Escuela de Ciencias de la Comunicación Colectiva, Escuela de Ciencias Políticas, Escuela de Geografía, Escuela de Historia, Escuela de Psicología, Escuela de Trabajo Social.
Un hito importante, en el primer quinquenio, es el impulso dado a las tareas de investigación; el cual se plasma con la creación, primero del Instituto de Investigaciones Sociales, segundo, del Instituto de Investigaciones Psicológicas y tercero, del Centro de Investigaciones Históricas (1979), que luego pasa a llamarse Centro de Investigaciones Históricas de América Central (CIHAC). Otros centros de investigación se suman a la Facultad en los últimos años, como es el caso del Centro de Investigación y Estudios Políticos (CIEP) en el 2008, el Centro de Investigación en Comunicación (CICOM) en el 2011 y por último, el Centro de Investigaciones Antropológicas (CIAN) en el 2017.
Acompañan este proceso las publicaciones permanentes donde se recoge en gran medida los resultados de la investigación: Revista de Ciencias Sociales, Anuario de Estudios Centroamericanos, Revista Reflexiones, Actualidades en Psicología, Cuadernos de Antropología, Cuadernos de Sociología, Anuario Centro de Investigación y Estudios Políticos, Revista Diálogos y Revista Wimb Lu.
La Biblioteca Eugenio Fonseca Tortós especializada en el ámbito de las Ciencias Sociales, nutre su acervo con toda esa producción desde 1980 y se ha convertido en biblioteca depositaria de importantes colecciones donadas por el PNUD, UNICEF y de colecciones privadas.
El Centro de Documentación del Centro de Investigaciones Históricas de América Central (CEDOCIHAC) es una unidad creada con el fin de solucionar las necesidades de información del área histórica en el ámbito nacional e internacional. Posee la más grande colección de materiales relacionados con la Historia Centroamericana; de manera adicional, el CIHAC permanece en un trabajo constante en el que gracias a la colaboración de asistentes, se digitaliza una gran cantidad de materiales históricos que son puestos a disposición de estudiantes e investigadores nacionales e internacionales en los repositorios documentales y la Biblioteca Digital Carlos Meléndez.
La fase intermedia y actual del desarrollo histórico de la Facultad está marcada por la existencia de los programas de posgrado propios y compartidos con otras unidades de la Universidad; integrado por maestrías académicas y profesionales y por dos programas de doctorado.

## La Acción Social
Está incorporada a la docencia y a la investigación. Es diversa y está al servicio de la comunidad, llámese trabajo de campo, como el que practican los geógrafos en el terreno, los antropólogos y los sociólogos en las comunidades o bien, la atención que desde los consultorios realizan los psicólogos y trabajadores sociales, para atender la problemática de pareja, de niños (as), adolescentes, el trabajo en familia y también en situaciones crisis por desastres naturales, o provocados por las personas.

## La Educación Continua
Se fomenta por medio de cursos en red y también desde las páginas Web; desde donde los usuarios pueden tener acceso a revistas digitales, asesoría para estudiantes de primaria y secundaria en el abordaje de temas para las pruebas de bachillerato y de prácticas para el examen de admisión.

## Nueva sede
Luego de una década de trámites, los estudiantes, profesores y administrativos de la Facultad de Ciencias Sociales de la Universidad de Costa Rica (UCR) estrenarán nuevo edificio, ubicado en la Ciudad de la Investigación, en San Pedro de Montes de Oca.
La nueva casa de enseñanza recibirá a 9.000 estudiantes de Psicología, Antropología, Sociología, Ciencias de la Comunicación Colectiva, Geografía, Trabajo Social, Ciencias Políticas e Historia.
Esta obra es la mayor de todas las inversiones realizadas por la UCR durante este año, con un costo aproximado de $33 millones (el financiamiento se gestionó a través de un fideicomiso con el Banco de Costa Rica [BCR]).
Para dar mantenimiento a la obra, la Universidad utilizará sus recursos corrientes.  La construcción se inició el 13 de mayo del 2013 y concluyó en agosto del 2014; es decir, tuvo una duración de 15 meses (tres menos de los previsto).

## Escuelas
La Facultad de Ciencias Sociales de la Universidad de Costa Rica agrupa las escuelas de:
- Ciencias de la Comunicación Colectiva.
- Psicología.
- Ciencias Políticas.
- Trabajo Social.
- Historia.
- Geografía.
- Antropología.
- Sociología.